# Силіква (монета)
Силіква (лат. siliqua) — римська срібна монета, рівна 1/24 соліда.
Справжня назва цього типу монет невідома, і назва силіква була дана істориками. Вона походить від лат. siliqua graeca — насіння ріжкового дерева, яке використовувалося в римській ваговій системі.
Вперше силіква була викарбувана у 324 році при Костянтині I. При Констанції II вона поступово витіснила з обігу денарій. Силікви були набагато тонші ніж денарії або бронзові монети того часу. Вага силікви спочатку дорівнювала 1/144 римського фунта, або 2.28 грама, але пізніше значно знизилася.
Силіква Аркадія важила лише 1,3 грама.